# 乌拉尔世
乌拉尔世（英语：Cisuralian）又称早二叠世，是2.99亿至2.72亿年前的一个地质时代。乌拉尔世是二叠纪的第一个地质世，前后分别是賓夕法尼亞世和瓜达洛普世。乌拉尔世以乌拉尔山脉命名。该时期出现了苍蝇和甲虫。

## 名称由来
1982年，取材于俄罗斯—哈萨克斯坦的乌拉尔山脉，“Cisuralian”（乌拉尔世）被提名，1996年获得国际上的正式批准。乌拉尔世的准确地质跨度为298.9±0.15—272.3±0.5百万年前。二叠纪的开始标志是出现孤立链颌鱼。其地层的全球界线层型剖面和点位（GSSP）位于哈萨克斯坦乌拉尔山区的阿克托别地区。

## 地理
冈瓦纳大陆与劳亚大陆合并，在北美洲进行阿萊干尼造山運動。欧美大陆与冈瓦纳大陆碰撞，在西北欧则进行华力西造山运动。盘古大陆逐渐形成，并对气候产生影响。

## 气候

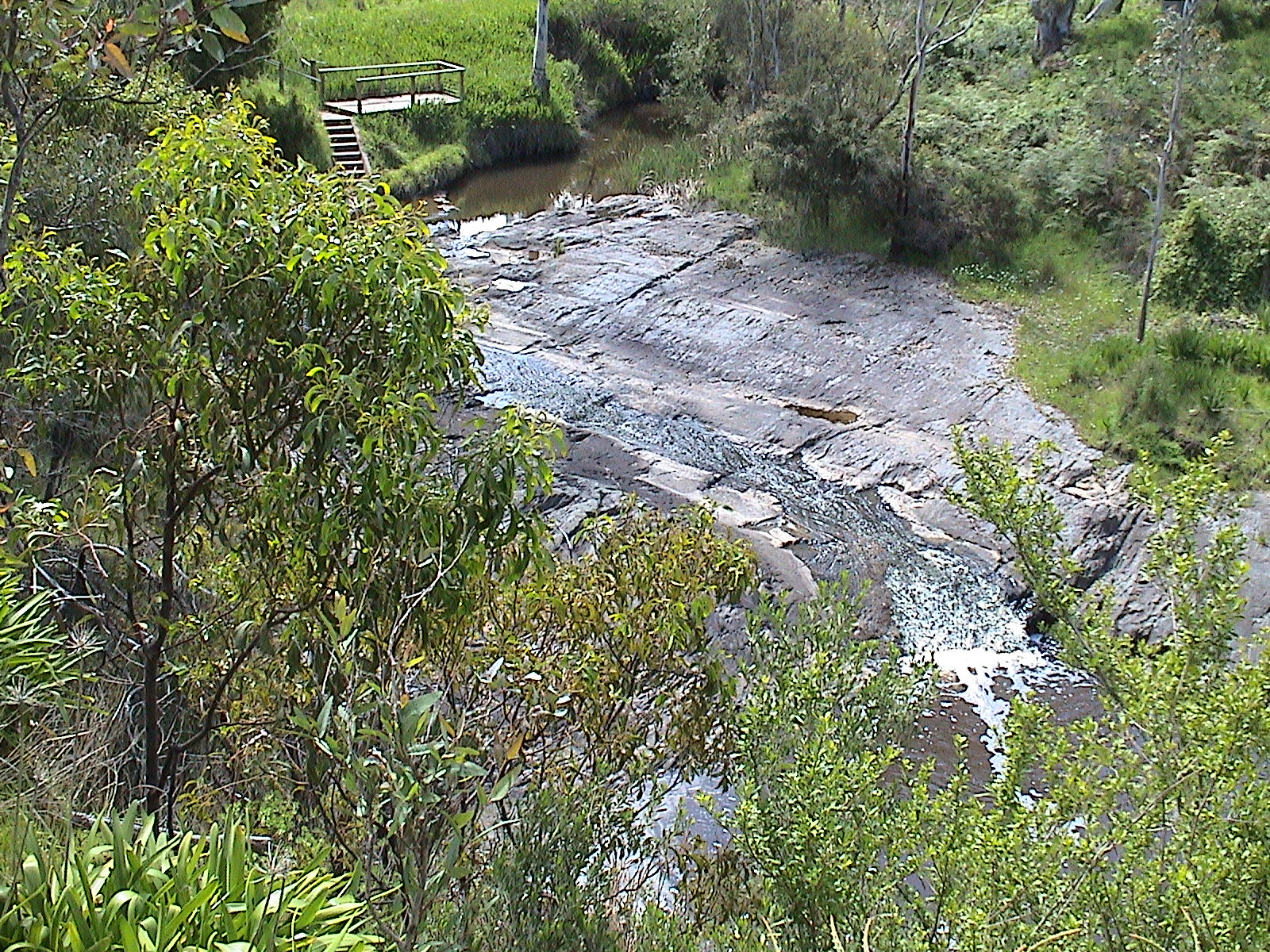
恩曼谷，一处二叠纪地质遗迹

石炭纪时期的冰河时代一直延续到二叠纪初期。二叠纪中期时，气候转暖，冰川消退，内陆地区逐渐干旱。

## 生物
乌拉尔世时期，出现了甲虫苍蝇。沼泽地带蕨类植物，种子蕨和石松門植物较多。
石炭纪时期的煤炭沼泽、阔齿龙和基龍依然存在。小型食虫动物已经存在，居住在干燥的洞穴中。此时出现了卡色龍和四角獸等动物随着气候变暖，海洋生物种类繁多，可能比现代多出几倍。旋齿鲨也存在于此时期。
陆地生物以盆龙类、双龙类和两栖动物。盆龙类出现在賓夕法尼亞世，在乌拉尔世时种群数量达到顶峰，在之后的4000万年中仍然繁荣，一直延续到卡匹敦期。

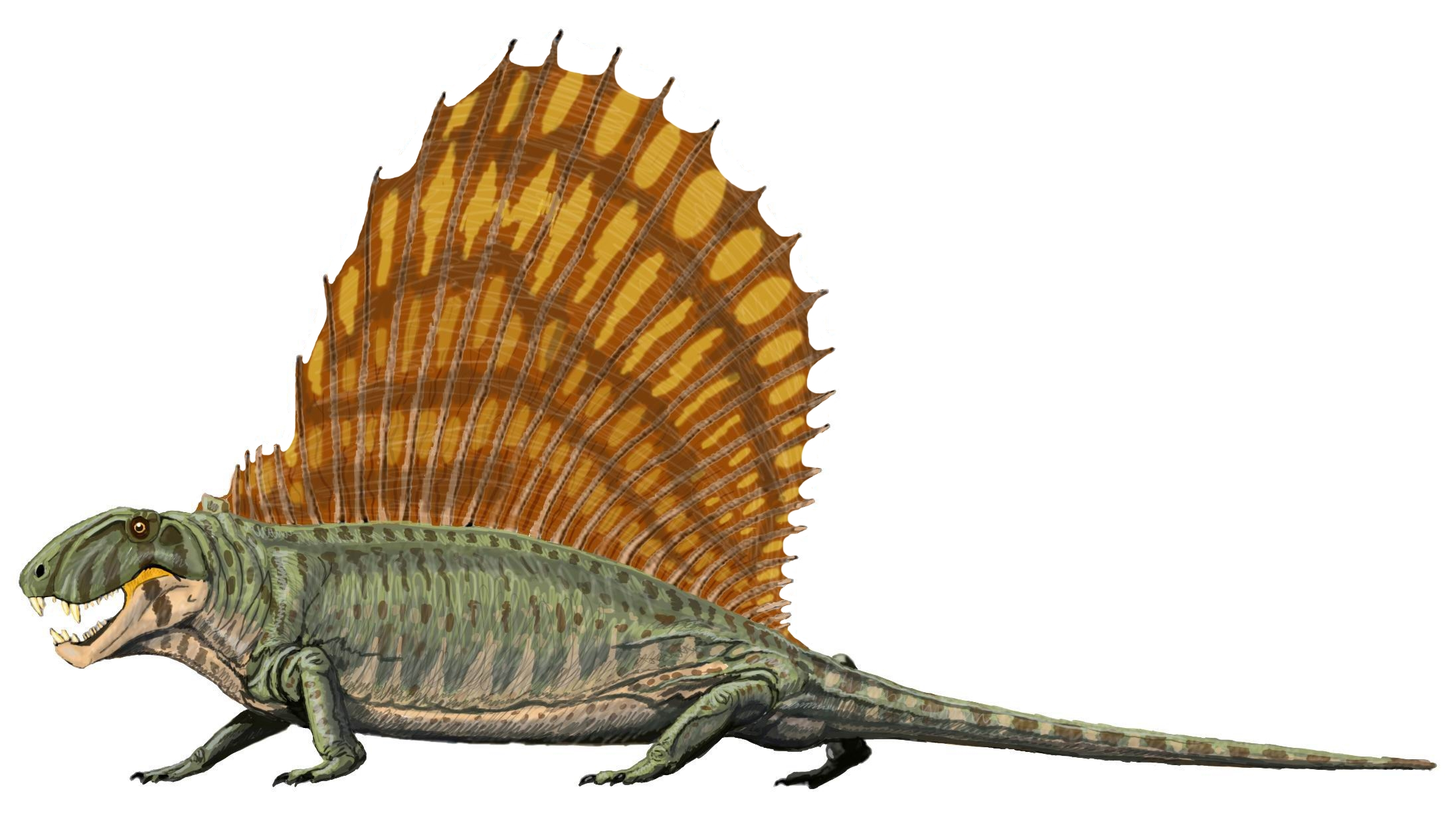
盤龍目的異齒龍，在乌拉尔世时期位于食物链顶端
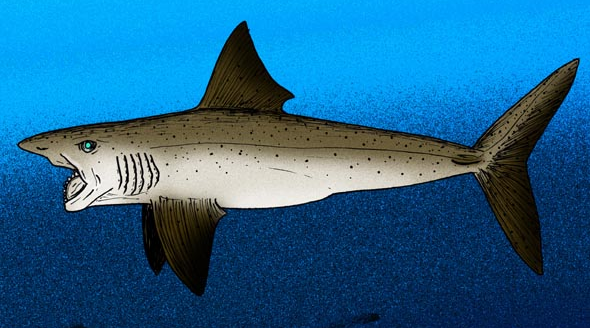
旋齿鲨，下颌前部有“牙轮”（tooth-whorl）

## 下分期
- 阿瑟尔期，298.9±0.15至294.6±0.8百万年前。
- 萨克马尔期，294.6±0.8至290.1±0.7百万年前。
- 亚丁斯克期，290.1±0.7至283.5±0.7百万年前。
- 空谷期，283.5±0.7至272.3±0.5百万年前。